# Кефісодот

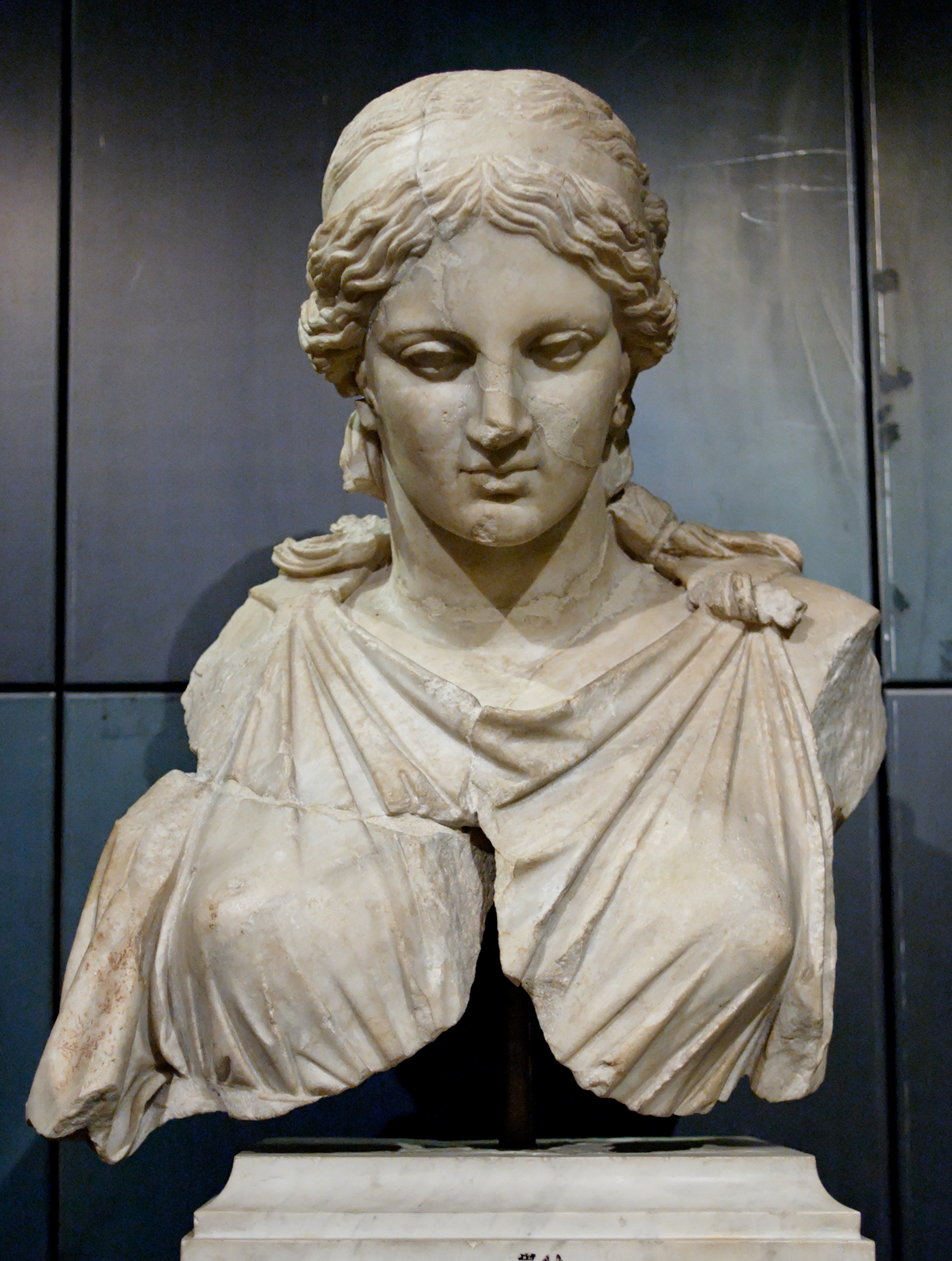
Статуя богині Артеміди, яку створив Кефісодот

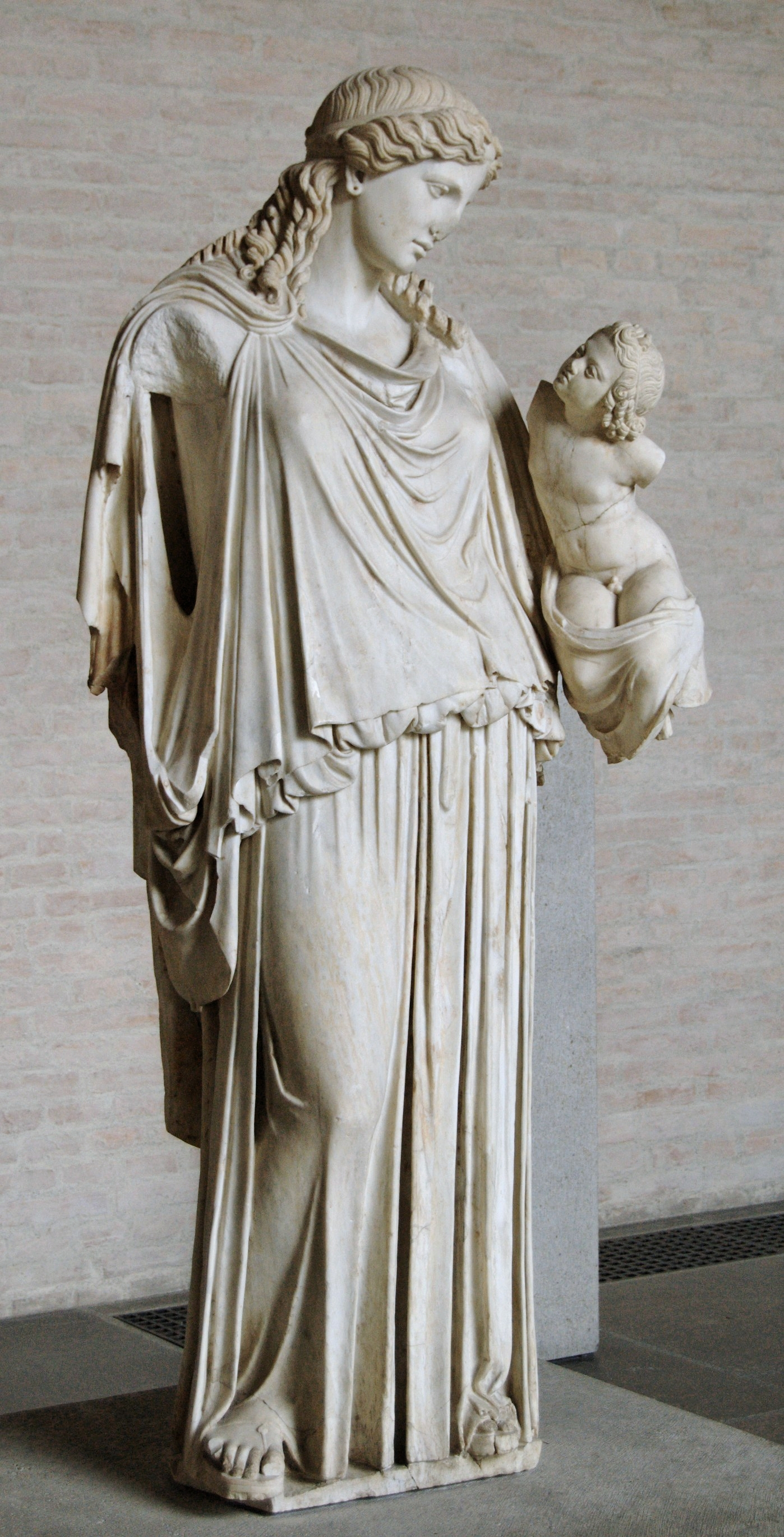
Ейрена з малям-Плутосом (римська копія; Мюнхен, Гліптотека)

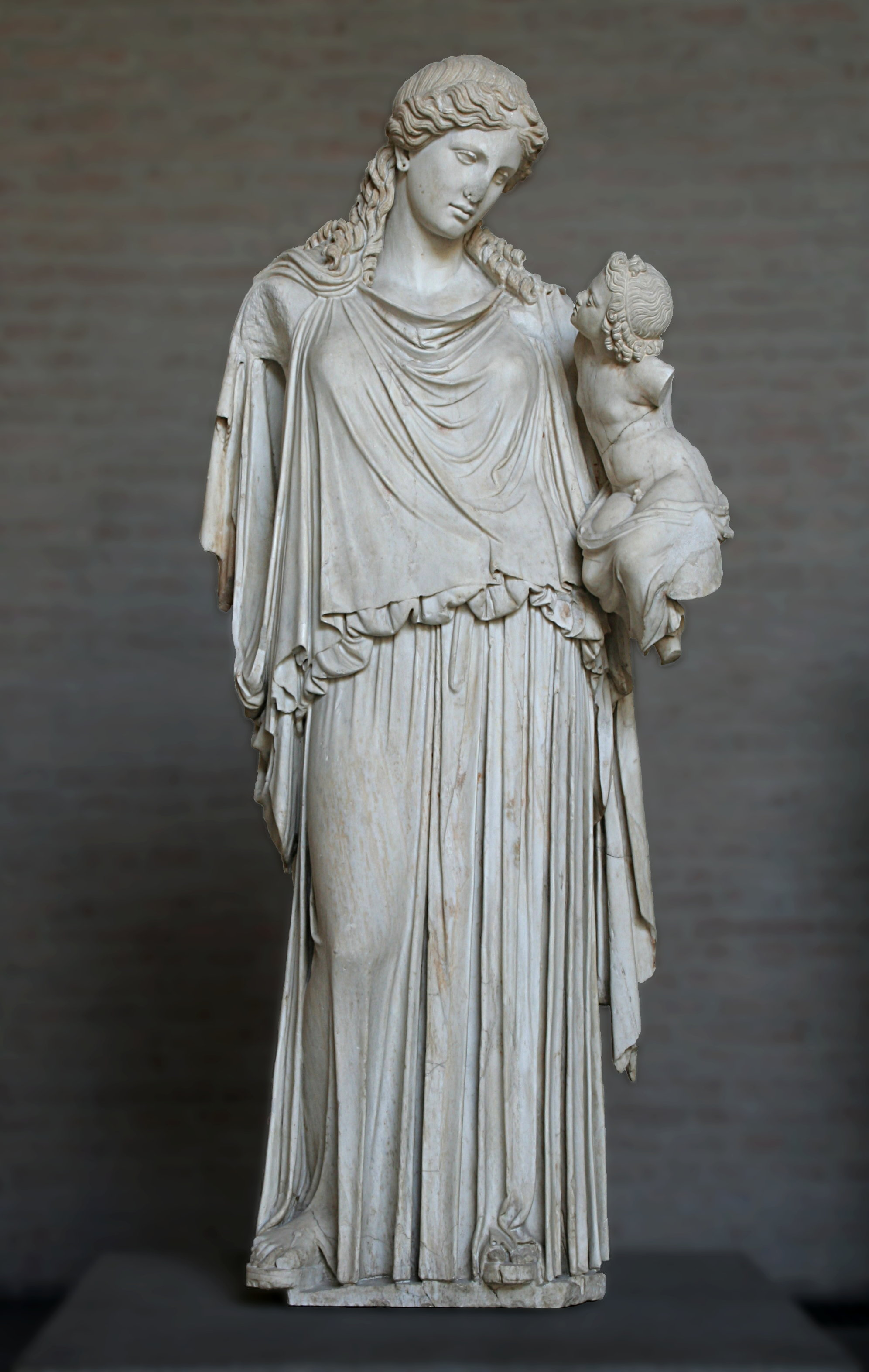
Ейрена з малям-Плутосом (римська копія; Мюнхен, Гліптотека)

Кефісодот Старший (дав.-гр. Κηφισόδοτος) — давньогрецький скульптор, який працював в Афінах у першій половині IV ст. до н. е. Ймовірно, батько Праксителя (і, таким чином, дід Кефісодота Молодшого).
Найвідоміший твір — мідна статуя богині світу Ейрени, що тримає на руках немовля, бога достатку Плутоса. Вона була встановлена на афінській агорі близько 374 року до н. е. з нагоди укладання миру зі Спартою; згадується в «Описі Еллади» Павсанія (I 8.2; IX 16.2), де пояснюється її символічне значення: світ — мати, годувальниця достатку. Збереглася мармурова римська копія усієї статуї, що знаходиться зараз у мюнхенській Гліптотеці, а також копії окремих частин, що знаходяться в різних колекціях.
Кефісодот виліпив також іншу статую дорослого з дитиною — Гермеса з немовлям-Діонісом; збереглися її зображення і фрагмент. Аналогічна скульптура була потім створена Праксителем.
Павсаній згадує також (VIII 30.5) про мармурові статуї, виготовлені Кефісодотом для храму Зевса в Мегалополісі.